# 힐러리와 재키
《힐러리와 재키》(Hilary And Jackie)는 영국에서 제작된 아넌드 터커 감독의 1998년 전기 영화이다. 에밀리 왓슨 등이 주연으로 출연하였고 니콜라스 켄트 등이 제작에 참여하였다.
영국의 첼로리스트인 재클린 뒤 프레와 플루티스트 힐러리 뒤 프레 자매의 전기를 다루었다.

## 출연

### 주연
- 에밀리 왓슨 - 재클린 뒤 프레 역
- 레이첼 그리피스 - 힐러리 뒤 프레 역

### 조연
- 제임스 프레인
- 데이비드 모리시
- 찰스 댄스
- 셀리아 아임리
- 루퍼트 펜리 존스
- 빌 패터슨
- 오리올 에반스
- 킬리 제이드 플랜더스
- 그레이스 차토

## 제작진
- 원작자: 힐러리 드 프리
- 원작자: 피어스 드 프리
- 미술: 앨리스 노밍턴
- 의상: 샌디 파웰
- 배역: 시몬느 아이랜드
- 배역: 바네사 페레이라